# Петрозаводск-Товарный
Петрозаво́дск-Това́рный (фин. Petroskoi) — грузовая железнодорожная станция на 404,54 км перегона Томицы — Петрозаводск-Пассажирский Мурманской железной дороги.

## Общие сведения
Станция территориально находится в городе Петрозаводск и имеет грузовое предназначение; оборудована постом электрической централизации для обеспечения полуавтоматической блокировки на линии.
Петрозаводск-Товарная – станция 1 класса и одна из крупнейших на Октябрьской железной дороге. На станции порядка пятидесяти подъездных путей. Основное направление деятельности – сортировка входящего потока, формирование и отправление поездов. Кроме этого, на станции осуществляется погрузка и выгрузка вагонов – в среднем в месяц перерабатывается порядка 30 тыс. вагонов.

Так, по итогам работы за 2014 год вагонооборот увеличился на 2% относительно плана, погрузка – на 9%, увеличение показателя выгрузки относительно плана составило 13%..
При станции расположены локомотивное депо ТЧР-24, дистанция пути ПЧ-34, дистанция СЦБ ШЧ-17 Петрозаводск, дистанция электрификации и энергоснабжения ЭЧ-8 Петрозаводская, вагонные депо ВЧДР-19 и ВЧДЭ-27.

## История
Станция Петрозаводск-Товарный (изначально — Петрозаводск) действует с 1915 года, когда через станцию был пропущен первый пробный поезд как «служебный». 21 января 1916 года на станцию прибыл первый пассажирский поезд.

Первый вокзал Петрозаводска был построен в 1916 году в районе Шоссе 1 Мая (современный Первомайский проспект) в удалении от городского центра. Кроме того, бревенчатое одноэтажное здание не годилось быть лицом города, в котором начали возводиться каменные четырехэтажные дома. В связи с этим в начале 1930-х годов встал вопрос о строительстве нового вокзала, однако, в 1934 году здание вокзала было лишь реконструировано и обшито доской, но оставлено на прежнем месте.
1 октября 1941 года по инициативе финского оккупационного Военного Управления Восточной Карелией (ВУВК) город и станцию переименовали в Яанислинна (Онежская крепость, Крепость на Онего). Цель была — усилить финское влияние в Восточной Карелии, вбить клин между прибалтийско-финским и русским населением.

Яанислинна был самым важным транспортным узлом на оккупированной территории: здесь железная дорога из Финляндии соединялась с дорогой, идущей на юг, к реке Свирь, а также с идущей до Медвежьегорска на север мурманской дорогой, по которой осуществлялись все снабженческие перевозки для финских войск Масельгского направления. В октябре 1941 года был восстановлен участок железной дороги Суоярви-Петрозаводск, разрушенный советскими войсками при отступлении. Весной 1942 года был введён скорый поезд Хельсинки-Яанислинна, путь занимал 23 часа. В конце марта 1944 года на службе оккупационного управления железной дороги состояли 345 финских военнослужащих различных железнодорожных подразделений, 405 гражданских финнов и около 100 жителей города.
Во второй половине 1940-х годов, после освобождения города, началось восстановление разрушенного Петрозаводска. Здание вокзала также пострадало, но было восстановлено. Первым с идеей о переносе вокзала в центральную часть Петрозаводска выступил Д. С. Масленников (1912—1983) — архитектор, возглавлявший в те годы Управление по делам архитектуры Карело-Финской ССР. Идея поставить новый вокзал на ось главной улицы города, приблизив его к центру пассажиропотоков, долгое время не находила понимания у железнодорожного ведомства, поскольку требовала переоборудования существующих и прокладку новых путей, а также строительства дополнительных сооружений. Упорство Д. С. Масленникова и его целенаправленные действия на всех уровнях власти в защиту своей идеи увенчались успехом. В Петрозаводске началось строительство нового вокзала и создание парадной площади, давшей начало центральной улице Петрозаводска. Новое здание было построено в 1953—1955 годах по проекту ленинградского архитектора В. П. Ципулина (институт «Ленгипротранс») в стиле позднего неоклассицизма.
В настоящее время (2019 год) ни одна электричка не делает остановку на станции.
До 1 ноября 2009 года на станции делал остановку пригородный поезд до станции Суоярви I. Отменён по причине низкого уровня загрузки пассажирских перевозок и ростом убытков железной дороги.

## Галерея
- Станция Петрозаводск-Товарный
- Пассажирская платформа. Вид в сторону ст. Томицы.
- Вид в сторону ст. Томицы.
- Вид в сторону ст. Петрозаводск-Пассажирский.
- Вид в сторону ст. Петрозаводск-Пассажирский.
- Вид в сторону ст. Петрозаводск-Пассажирский.
- Пассажирская платформа. Вид в сторону ст. Петрозаводск-Пассажирский.